# Azerbeidzjanen in Georgië
Met Azerbeidzjanen in Georgië of Georgische Azerbeidzjanen (Azerbeidzjaans: Gürcüstan azərbaycanlıları, Georgisch: ქართველი აზერბაიჯანლები) worden Georgische burgers van Azerbeidzjaanse etnische achtergrond aangeduid. Volgens de meest recente volkstelling, gehouden in 2014, telde Georgië 233.024 etnische Azerbeidzjanen. De Azerbeidzjanen vormen hiermee 6,27% van de Georgische bevolking, wat ze de grootste minderheidsgroep in het land maakt.

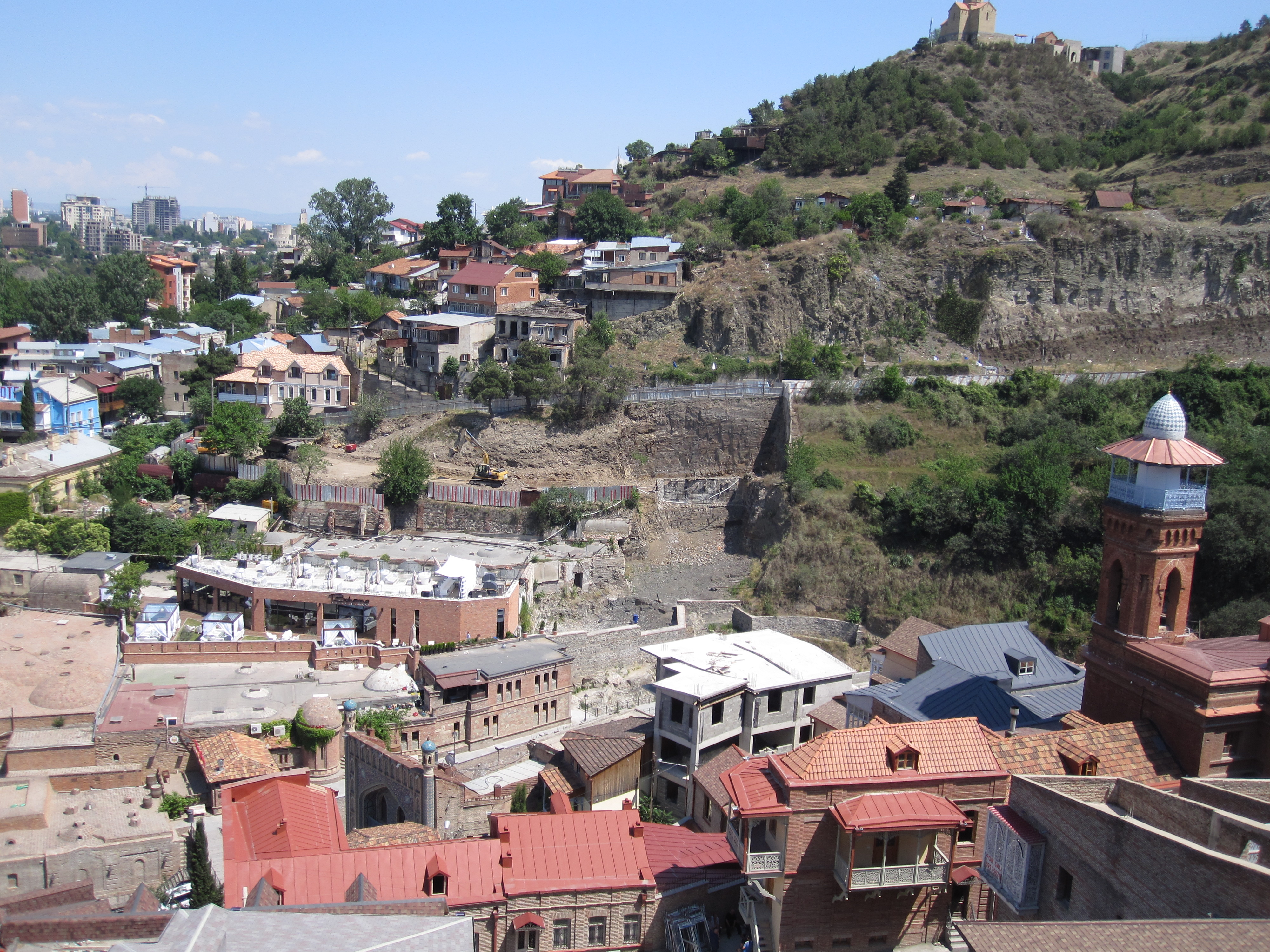
Azerbeidzjaanse wijk van Tbilisi.

Het grootste deel van de Azerbeidzjanen leeft in plattelandsgebieden in het oosten van Georgië, langs de grens met Azerbeidzjan, zoals Kvemo Kartli, Kacheti, Sjida Kartli en Mtscheta-Mtianeti. Ook in Tbilisi woont een aanzienlijke minderheid van Azerbeidzjanen - vooral in de districten Krtsanisi (Ponitsjala) en Saboertalo.
| Regio               | Azerbeidzjanen (aantal, 2002) | % van bevolking, 2002 | Azerbeidzjanen (aantal, 2014) | % van bevolking, 2014 |
| Tbilisi (hoofdstad) | 10.942                        | 1,0                   | 15.187                        | 1,4                   |
| Kvemo Kartli        | 224.606                       | 45,1                  | 177.032                       | 41,8                  |
| • Marneoeli         | 98.245                        | 83,1                  | 87.371                        | 83,7                  |
| • Gardabani         | 49.993                        | 43,7                  | 35.642                        | 43,5                  |
| • Bolnisi           | 49.026                        | 66,0                  | 33.964                        | 63,4                  |
| • Dmanisi           | 18.716                        | 66,8                  | 12.530                        | 65,5                  |
| • Roestavi          | 4.993                         | 4,3                   | 4.661                         | 3,7                   |
| • Tetritskaro       | 1.641                         | 6,5                   | 1.548                         | 7,3                   |
| • Tsalka            | 1.992                         | 9,5                   | 1.316                         | 7,0                   |
| Kacheti             | 40.036                        | 9,8                   | 32.354                        | 10,2                  |
| • Sagaredzjo        | 18.907                        | 31,9                  | 17.164                        | 33,2                  |
| • Lagodechi         | 11.392                        | 22,3                  | 9.601                         | 23,0                  |
| • Telavi            | 8.373                         | 11,9                  | 4.945                         | 12,8                  |
| Sjida Kartli        | 5.768                         | 1,8                   | 5.501                         | 2,1                   |
| • Kaspi             | 3.962                         | 7,6                   | 3.846                         | 8,8                   |
| • Kareli            | 1.183                         | 2,4                   | 1.124                         | 2,7                   |
| Mtscheta-Mtianeti   | 2.248                         | 1,9                   | 2.316                         | 2,4                   |
| • Mtskheta          | 2.246                         | 1,8                   | 2.301                         | 4,8                   |
| Georgië (totaal)    | 284.761                       | 6,5                   | 233.024                       | 6,3                   |

Alhoewel het aantal etnische Azerbeidzjanen tussen 1959 en 1989 is verdubbeld van 153.600 naar 307.600 personen, neemt het aantal sinds de val van het communisme in een drastische tempo af. Tussen 2002 en 2014 kromp het aantal Azerbeidzjanen met 51.737 personen, wat neerkomt op een afname van  18,2% (jaarlijkse bevolkingskrimp van 1,61%). Desalniettemin blijven de Azerbeidzjanen de tweede bevolkingsgroep in het land. 
| 1926    | 1939           | 1959           | 1970           | 1979           | 1989           | 2002           | 2014           |
| ------- | -------------- | -------------- | -------------- | -------------- | -------------- | -------------- | -------------- |
| 137.921 | 188.058 (5,3%) | 153.600 (3,8%) | 217.758 (4,6%) | 255.678 (5,1%) | 307.556 (5,7%) | 284.761 (6,5%) | 233.024 (6,3%) |

De meeste Azerbeidzjanen in Georgië spreken het Azerbeidzjaans als moedertaal - deze taal had 231.436 sprekers in de volkstelling van 2014 (≈6,2% van de bevolking). Daarnaast verklaarde 26% van de Azerbeidzjanen het Russisch vloeiend te spreken, terwijl 18% het Georgisch vloeiend sprak.